# 1296

## Události
- První dochovaná písemná zmínka o městě Šternberk
- 27. duben – bitva u Dunbaru, Eduard I. rozdrtil skotská vojska vedená skotským králem Janem I.
- 30. květen – Eduard I. dobyl a vydrancoval skotské město Berwick-upon-Tweed (brutalita, s jakou si počínal, byla neobvyklá i na středověk)

## Narození
Česko
- 21. února – Markéta Přemyslovna, dcera českého krále Václava II. († 8. dubna 1322)
- 10. srpna – Jan Lucemburský, český král († 26. srpna 1346)

Svět
- 29. září – Jakub Aragonský, syn aragonského krále Jakuba II. († červenec 1334)
- prosinec – Marjorie Bruce, nejstarší dcera skotského krále Roberta I. Bruce († 2. března 1316)
- ? – Andronikos III. Palaiologos, byzantský císař († 15. června 1341)
- ? – Blanka Burgundská, francouzská a navarrská královna jako manželka Karla IV. († duben 1326)
- ? – Gregorios Palamas, řecký pravoslavný teolog a mystik († 1359)
- ? – Algirdas, velkovévoda litevský († 1377)
- ? – Š' Naj-an, čínský spisovatel († 1372)

## Úmrtí
Česko
- 17. května – Anežka Přemyslovna, česká princezna a rakouská vévodkyně (* 5. září 1269)
- 26. srpna – Jan, probošt vyšehradský, nemanželský syn českého krále Přemysla Otakara II. (* ?)
- ? – Anežka Přemyslovna, dcera českého krále Václava II., dvojče krále Václava III. (* 6. října 1289)
- ? – Alžběta z Křižanova, šlechtična a sestra svaté Zdislavy (* ?)
- ? – Anežka ze Zbraslavi a Obřan, moravská šlechtična (* před 1240)

Svět
- 8. února – Přemysl II. Velkopolský, polský král (* 14. října 1257)
- 1. března – Tobiáš z Bechyně, pražský biskup (* ?)
- 19. května – Celestýn V., expapež (* 1209/1210)
- 19. června – Arnold Bamberský, biskup v bamberský, rádce českého krále Václava II. (* ?)
- 12. října – Bernard z Kamence, míšeňský biskup (* asi 1230)
- 12. prosince – Isabella z Maru, skotská šlechtična (* asi 1269)

## Hlavy států
Jižní Evropa
- Iberský poloostrov
  - Portugalsko – Dinis I. Hospodář
  - Kastilské království – Ferdinand IV. Pozvaný
  - Aragonské království – Jakub II. Spravedlivý
- Itálie
  - Papežský stát – Bonifác VIII.

Západní Evropa
- Francouzské království – Filip IV. Sličný
- Anglické království – Eduard I. Dlouhán

Severní Evropa
- Norské království – Erik II. Magnusson
- Švédské království – Birger Magnusson
- Dánské království – Erik VI. Dánský

Střední Evropa
- Svatá říše římská – Adolf Nasavský
  - České království – Václav II.
  - Hrabství holandské – Floris V., Bůh rolníků – Jan I.
- Polská knížectví – Václav I. Český
- Uherské království – Ondřej III.

Východní Evropa
- Litevské velkoknížectví – Vytenis
- Moskevské knížectví – Daniil Alexandrovič
- Bulharské carství – Smilec
- Byzantská říše – Andronikos II. Palaiologos

Blízký východ a severní Afrika
- Osmanská říše – Osman I.
- Království kyperské – Jindřich II. Jeruzalémský